# 国鉄タキ8850形貨車
国鉄タキ8850形貨車（こくてつタキ8850がたかしゃ）は、かつて日本国有鉄道（国鉄）及び1987年（昭和62年）4月の国鉄分割民営化後は日本貨物鉄道（JR貨物）に在籍した私有貨車（タンク車）である。

## 概要
本形式は、ラテックス専用の35t 積タンク車として1967年（昭和42年）9月1日から1974年（昭和49年）6月5日にかけて5両（タキ8850 - タキ8854）が、日本車輌製造、三菱重工業の2社で製作された。その後1981年（昭和56年）3月31日から1983年（昭和58年）6月17日にかけてタキ1500形貨車16両（タキ31584、タキ31586、タキ31592、タキ15344、タキ15347、タキ15596、タキ15590、タキ15597、タキ15599、タキ21504 - タキ21506、タキ21508、タキ21551、タキ21554、タキ21562）の専用種別が石油類（除ガソリン）からラテックスに変更され本形式に編入された。専用種別変更に伴う改造工事は、富士重工業、日本車輌製造の2社で施工されタンク体をステンレス鋼（SUS304L）にて新製し乗せ換えた。
落成時の所有者は、住友ノーガタック、ダイセル化学工業、日本石油輸送の3社であり、その各々の主な常備駅は、予讃線の新居浜駅、信越本線（現・えちごトキめき鉄道妙高はねうまライン）の新井駅、関西本線の南四日市駅である。
1973年（昭和48年）11月6日に住友ノーガタック所有車3両（タキ8850 - タキ8852）が日本石油輸送へ名義変更された。
1980年（昭和55年）4月15日にダイセル化学工業所有車2両（タキ8853 - タキ8854）が旭ダウ（社名はその後旭化成工業へ変更）へ名義変更された。
1983年（昭和58年）1月12日（落成日と同日）に日本石油輸送所有車1両（タキ8860）が旭化成工業へ名義変更された。
1979年（昭和54年）10月より化成品分類番号が制定されたが、本形式の専用種別であるラテックスは無害・不燃性の物質であるため、化成品分類番号は標記されなかった。
形態は5タイプに大別でき、タンク体材質はステンレス鋼 (SUS304) 製であり、グラスウール断熱材を巻き鋼板製又はステンレス鋼製の外板（キセ）を装備している。
荷役方式は、タンク上部のマンホールからの上入れ、吐出管を用いた下出し方式である。
車体色は黒色又は銀色（ステンレス地色）、寸法関係は全長は14,200mm、全幅は2,500mm、全高は3,803mm、台車中心間距離は10,100mm、実容積は37.2m3、自重は17.2t、換算両数は積車5.5、空車1.8であり、台車はベッテンドルフ式のTR41C、TR41E-13であった。
1987年（昭和62年）4月の国鉄分割民営化時には全車がJR貨物に継承されたが、2003年（平成15年）12月に最後まで在籍した4両（タキ8861、タキ8862、タキ8866、タキ8869）が廃車となり同時に形式消滅となった。

### 年度別製造数
各年度による製造会社（改造会社）と両数、所有者は次のとおりである。（所有者は落成時の社名）
- 昭和42年度 - 3両
  - 日本車輌製造 3両 住友ノーガタック（タキ8850 - タキ8852）
- 昭和49年度 - 2両
  - 三菱重工業 2両 ダイセル化学工業（タキ8853 - タキ8854）
- 昭和55年度 - 3両
  - （富士重工業） 3両 日本石油輸送（タキ31584、タキ31586、タキ31592→タキ8855 - タキ8857）
- 昭和56年度 - 2両
  - （富士重工業） 2両 日本石油輸送（タキ15344、タキ15347→タキ8858 - タキ8859）
- 昭和57年度 - 8両
  - （富士重工業） 1両 日本石油輸送（タキ15596→タキ8860）
  - （日本車輌製造） 4両 日本石油輸送（タキ15590、タキ15597、タキ15599、タキ21504→タキ8861 - タキ8864）
  - （日本車輌製造） 3両 日本石油輸送（タキ21505、タキ21506、タキ21508→タキ8865 - タキ8867）
- 昭和58年度 - 3両
  - （日本車輌製造） 3両 日本石油輸送（タキ21551、タキ21554、タキ21562→タキ8868 - タキ8870）

- 1次車（タキ8850）
中央部が傾斜したタンク体が特徴
- タキ1500形からの改造車（タキ8855）